# Freddie King
Freddie King (Gilmer, 3 settembre 1934 – Dallas, 28 dicembre 1976) è stato un chitarrista statunitense ed è considerato fra i più talentuosi chitarristi del blues elettrico contemporaneo.

## Biografia
Incoraggiato dal suo nucleo familiare, iniziò a coltivare la passione per il blues e per il gospel fin dalla più tenera età e ben presto iniziò a suonare la chitarra. Subì le influenze dei grandi bluesman come Robert Johnson, Muddy Waters, T-Bone Walker, B.B. King. Incise varie hit di successo tra le quali: Have you ever loved a woman, Hideaway, The Stumble. Inventore di numerosi lick blues, fu il maestro ispiratore di Eric Clapton.
Conosciuto anche col soprannome di "Texas Cannonball", è spesso citato come uno dei "Tre King" (in inglese Three Kings, letteralmente "tre re") del blues assieme ad Albert King e B.B. King.
Morì di complicazione da ulcera e pancreatite il 28 dicembre del 1976. Secondo quanti lo conobbero, la sua morte, precocissima, fu dovuta sia allo stress (arrivò a stare in tour oltre 300 giorni all'anno) sia alla dieta povera che sosteneva (aveva l'abitudine di consumare Bloody Mary in sostituzione del cibo solido per non "perdere tempo" nel preparare gli spettacoli).

## Discografia

### Album in studio
| Data | Titolo                                                      | Etichetta & Cat. no. | Chart no. | Chart no. |
| Data | Titolo                                                      | Etichetta & Cat. no. | R&B       | Pop       |
| ---- | ----------------------------------------------------------- | -------------------- | --------- | --------- |
| 1961 | Freddy King Sings                                           | King 762             |           |           |
| 1961 | Let's Hide Away and Dance Away with Freddy King             | King 773             |           |           |
| 1962 | Two Boys and a Girl Freddy King, Lulu Reed & Sonny Thompson | Federal 777          |           |           |
| 1963 | Bossa Nova and the Blues                                    | Federal 821          |           |           |
| 1963 | Freddy King Goes Surfin                                     | Federal 856          |           |           |
| 1965 | Bonanza of Instrumentals                                    | Federal 928          |           |           |
| 1965 | Freddie King Sings Again                                    | Federal 931          |           |           |
| 1969 | Freddie King Is A Blues Master                              | Cotillion SD 9004    |           |           |
| 1970 | My Feeling For The Blues                                    | Cotillion SD 9016    |           |           |
| 1971 | Getting Ready                                               | Shelter SW8905       |           |           |
| 1972 | Texas Cannonball                                            | Shelter SW8913       |           |           |
| 1973 | Woman Across The River                                      | Shelter SW8921       | 54        | 158       |
| 1974 | Burglar                                                     | RSO SO4803           | 53        |           |
| 1975 | Freddie King Larger than Life                               | RSO SO4811           |           |           |

### Compilation
| Data | Titolo                                              | Etichetta & Cat. no. | Chart no. | Chart no. |
| Data | Titolo                                              | Etichetta & Cat. no. | R&B       | Pop       |
| ---- | --------------------------------------------------- | -------------------- | --------- | --------- |
| 1965 | All His Hits                                        | King 5012            |           |           |
| 1976 | Freddie King 1934–1976                              | Polydor 831817-2     |           |           |
| 1989 | Just Pickin'                                        | Modern Blues         |           |           |
| 1993 | Hide Away: The Best of Freddie King                 | Rhino                |           |           |
| 1995 | King of the Blues                                   | EMI/Shelter          |           |           |
| 1997 | Staying Home with the Blues                         | Universal/Spectrum   |           |           |
| 2000 | The Best of Freddie King: The Shelter Records Years | The Right Stuff      |           |           |
| 2008 | The Best Of Freddie King                            | MCA                  |           |           |
| 2009 | Taking Care of Business, 1956-1973                  | Bear Family          |           |           |
| 2010 | Texas Flyer, 1974-1976                              | Bear Family          |           |           |
| 2012 | The Complete King Federal Singles                   | Real Gone Music      |           |           |

### Singoli
| Data | Titolo A-side / B-side                                            | Etichetta & Cat. no. | Chart no. | Chart no. |
| Data | Titolo A-side / B-side                                            | Etichetta & Cat. no. | R&B       | Pop       |
| ---- | ----------------------------------------------------------------- | -------------------- | --------- | --------- |
| 1956 | Country Boy / That's What You Think                               | El-Bee 157           |           |           |
| 1960 | Have You Ever Loved a Woman                                       | Federal 12384        |           |           |
| 1960 | You've Got to Love Her with a Feeling                             | Federal 12384        |           | 92        |
| 1961 | Hide Away / I Love The Woman                                      | Federal 12401        | 5         | 29        |
| 1961 | Lonesome Whistle Blues / It's Too Bad (Things Are Going So Tough) | Federal 12415        | 8         | 88        |
| 1961 | San-Ho-Zay                                                        | Federal 12428        | 4         | 47        |
| 1961 | See See Baby                                                      | Federal 12428        | 21        |           |
| 1961 | I'm Tore Down / Sen-Sa-Shun                                       | Federal 12432        | 5         |           |
| 1961 | Christmas Tears / I Hear Jingle Bells                             | Federal 12439        | 28        |           |

## Strumenti usati
Freddie King utilizzò prevalentemente nella prima parte della sua carriera le Gibson Les Paul (la Goldtop con i pick up P-90 soap bar) e da metà anni sessanta le chitarre Gibson ES-335, 345 e 355TDC che diventeranno suo marchio inconfondibile.